# Sprężarka z wirującymi tłokami

Schemat pompy Rootsa

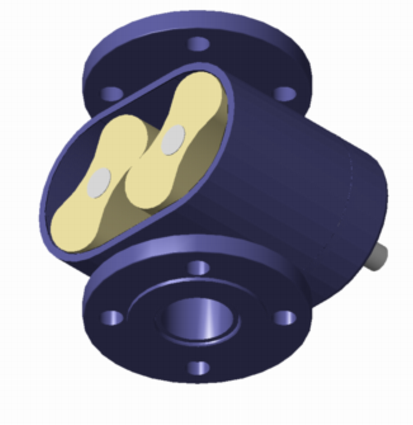
Model pompy Rootsa

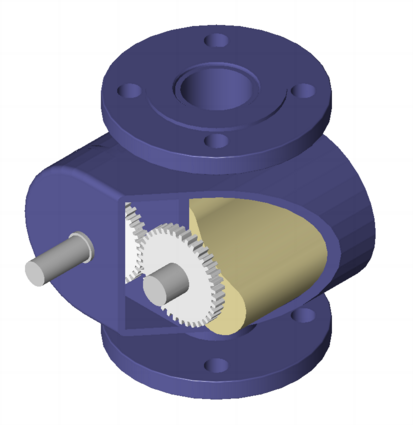
Dmuchawa Rootsa - widok od strony przekładni napędzającej

Sprężarka z wirującymi tłokami (pompa Rootsa) (ang. Roots rotary pump) – objętościowa pompa rotacyjna, w której sprężanie odbywa się przez zmniejszanie objętości przepływającego gazu lub cieczy w komorach, tworzonych przez obracające się wirniki.
Wynalazcami urządzenia są bracia Philander Higley Roots i Francis Marion Roots, założyciele firmy Roots Blower Company.
Spręż sprężarek z wirującymi tłokami wynosi π ≤ 2.
Pompy te znajdują zastosowanie tam, gdzie trzeba przetłaczać duże ilości gazu lub cieczy przy stosunkowo niewysokim ciśnieniu.
W pompie tej dwa jednakowo ukształtowane wirniki, obracają się w przeciwnych kierunkach. Zaletą jest niemal prostoliniowa zależność wydatku powietrza od prędkości obrotowej, wadą jest trudność dokładnej obróbki skomplikowanego zarysu wirnika oraz występowanie optymalnej sprawności w stosunkowo wąskim zakresie zmian prędkości obrotowej.
Spotyka się wirniki dwu- lub trzyskrzydełkowe, te ostatnie stosuje się tam, gdzie wymagana jest większa regularność przepływu gazu.
Pompa Roots'a może pracować również jako pompa próżniowa przy niskiej próżni, albo jako pompa wstępna w układach wysokopróżniowych.
Podłączona do rurociągu z przepływającą cieczą lub gazem pompa Rootsa będzie pracować jako silnik. Na tej zasadzie działają niektóre gazomierze.